# Blue Gender
Blue Gender est un anime de 26 épisodes créé par Ryōsuke Takahashi, et diffusé au Japon sur TBS en 1999-2000.
En France, la série est disponible en DVD chez Déclic Images, et a été diffusée à la télévision pour la première fois sur la chaîne NRJ 12 en janvier 2006. L'anime est aussi diffusé par Black Box en streaming légal et gratuit.

## Trame
Dans un futur proche, en 2009 (la série date de 1999), le jeune Yuji Kaido apprend qu'il est atteint d'une maladie génétique grave et incurable. Son seul espoir est la cryogénie en attendant l'avancée des compétences médicales. Lorsqu'il se réveille 22 ans plus tard, en 2031, il découvre que la Terre a été envahie en 2017 par des monstres insectoïdes géants, les "Blue", et que les gens qui comme lui ont été cryonisés, les « Sleepers », sont peut-être le seul espoir de survie de la race humaine. La série montre l'évolution de Yuji Kaido. Au commencement, Yuji se réveille de lui-même - phénomène rare pour un Sleeper - il est alors recueilli par Marlène et son équipe. L'objectif de l'équipe de Marlène Angel sera de ramener Yuji sur Second Earth, base spatiale conçue par les Humains qui ont dû abandonner la Terre aux "Blue". Durant leur parcours vers la base spatiale, tous les coéquipiers de Marlène meurent, laissant Yuji et Marlène seuls survivants. Une fois arrivés sur second Earth, après avoir pris la navette, Yuji se retrouve blessé par un blue, et est conduit directement au bloc opératoire, séparé de Marlène avec qui il avait tissé des liens. Marlène, tombée sous le charme de Yuji, finit par perdre patience et décide d'aller le chercher au péril de sa vie. Une fois qu'ils sont réunis, les dirigeants de Second Earth décident de lancer des opérations visant à chasser les "Blue" de la Terre ; pour cela, les Sleepers envisagent d'attaquer les plus grands nids. Au cours des entrainements, Yiji tisse une rivalité avec le sleeper Tony Frost et se montre de plus en plus distant avec Marlène. Au fur et à mesure des combats contre les Blues, Yuji se montre de plus en plus impitoyable, y compris à l'égard de Marlène et des humains. Parallèlement, une lutte de pouvoir à lieu entre le Haut-Conseil qui dirige Second Earth, et le scientifique Seno Miyagi qui désapprouve leur gestion du cas des Sleepers. Marlène apprend via Miyagi que l'état de Yugi serait causé par sa maladie génétique, créant des cellules B à l'origine de la création des Blues. Miyagi émet ainsi l'hypothèse que les Blues seraient une réponse de la Terre comme mécanisme de défense contre l'humanité. Miyagi renverse alors le Haut-Conseil tandis que Marlène retourne sur Terre pour sauver Yuji. Après une lutte difficile, Marlène parvient à ramener Yuji à la raison. Au même moment les Sleepers Tony et Alicia, qui ont complètement cédés à l'influence des cellules B, retournent sur Second Earth accompagnés de Blues qui massacrent la station médicale et le Haut-Conseil. Yuji et Marlène retournent également sur Second-Earth afin d'arrêter la folie de Tony et Alicia. Après une longue lutte, Yuji et Marlène atteignent Tony, qui projetait de faire percuter la station médicale sur la station militaire. Yuji le tue finalement en lui tirant une balle dans la tête. Devenu maître de Second Earth Miyagi proclame que les humains n'ont plus leur place sur Terre et décide de faire de Second Earth le foyer définitif de l'humanité, tout en autorisant ceux qui le souhaitent de retourner sur Terre. Yuji ne se sentant pas à sa place sur Second Earth, il décide de partir vivre sur Terre avec Marlène, avant de s'avouer mutuellement leur amour. Trois mois plus tard, Yuji et Marlène se rendent en Guyane après qu'ils aient découvert la disparition des Blues d'Amérique du Sud. Explorant le nid, leur escouade y découvrent que les Blues s'y sont laisser mourir. Arrivés au coeurs du nid, un Blue particulièrement dangereux massacre le équipe avant que Marlène et Yuji ne parviennent à le tuer. Yuji conclut ensuite que la sphère au coeur du nid détiendra la réponse qu'il cherche concernant l'humanité et les cellules B. Marlène tente alors de l'en dissuader en lui révélant qu'elle porte leur enfant. Yuji décide néanmoins de continuer en promettant à Marlène qu'ils vivront leur vie ensemble avec leur enfant. Dans la sphère, Yuji a une vision et peut voir ce que la Terre elle-même voit. Yuji comprend alors comment l'humanité peut cohabiter avec les cellules B et retourne auprès de Marlène qui l'attendait à l'extérieur. Pendant ce temps, les citoyens de Second Earth se révoltent contre Miyagi et le tuent. Les combats qui s'en suive provoque la destruction de la station. Partout dans le monde, depuis les anciens nids de Bleus, de longs filaments d'énergie coalescente s'élèvent dans l'atmosphère terrestre et forment un anneau. Yuji et Marlène observent cela, réalisant que la Terre est désormais en sécurité, et se réjouissent de leur vie commune au coucher du soleil.

## Personnages principaux
Yuji Kaido
Yuji est le héros de cette histoire. C'est un adolescent qui est devenu Sleeper (placé en hibernation thérapeutique) en 2009 après qu'on lui a diagnostiqué une maladie cellulaire incurable. Il se réveille en 2031, 22 ans plus tard, alors que l'équipe de Marlène tente de le soustraire aux "Blue" (race insectoïde). Tout d'abord complètement paniqué et dépassé par la situation et l'environnement dans lequel il se retrouve, il prendra toutefois vite ses responsabilités et apprendra à combattre afin de ne plus être un fardeau pour les autres. C'est un garçon assez ouvert et généreux, qui se soucie des autres et qui n'hésite pas à s'en prendre à Marlène pour lui reprocher sa froideur et son indifférence vis-à-vis de ce qui ne touche pas directement à sa mission.
Marlène Angel
Devenue orpheline à l'âge de 10 ans à la suite du massacre de sa famille par les « Blue », Marlène a été recueillie par des hommes de Second Earth (une station spatiale, dernier refuge de l'humanité). Elle a été entraînée au combat et au pilotage des Rapaces blindés (armures mécanisées). Au moment où débute l'histoire, elle fait partie d'une équipe de récupération chargée de retrouver les Sleepers et de les ramener sur Second Earth.
Tony Frost
Tout comme Yuji, Tony est un Sleeper, mais lui a été réveillé sur Second Earth. Il fait partie du programme d'étude des cellules B et s'affirme au cours des opérations comme le meilleur élément de l'équipe, Yuji le considérera d'ailleurs comme un rival mais aussi comme un ami. Il le prend parfois pour son ami du passé.
Alicia Whistle
Tout comme Tony, Alicia est une Sleeper, réveillée sur Second Earth. Elle est très jeune et a été enrôlée de force dans le programme cellules B, mais elle n'a aucun goût pour le combat. Elle tombe amoureuse de Yuji et considérera très tôt Marlene comme une rivale. Alicia est une personne influençable. Tony s'en servira pour réaliser son projet : celui de détruire Second Earth.

## Fiche technique
- Année : 1999 - 2000
- Réalisation : Masashi Abe
- Character design : Koji Watanabe
- Directeur de l'animation : Fuminori Kizaki
- Musique : Kuniaki Haishima
- Animation : Anime International Company (AIC)
- Auteur original : Ryousuke Takahashi
- Licencié en France par : Déclic Images
- Nombre d'épisodes : 26

## Doublage
|                | Japonais          | Français              |
| -------------- | ----------------- | --------------------- |
| Marlene Angel  | Hōko Kuwashima    | Catherine Desplaces   |
| Yuji Kaidou    | Kenji Nojima      | Fabien Briche         |
| Dice Quaid     | Banjō Ginga       | Didier Cherbuy        |
| Elena          | Chinami Nishimura | Ilana Castro          |
| Tony Frost     | Hiroyuki Satō     | Jean-Christophe Dollé |
| Alicia Whistle | Miwa Yasuda       | Adeline Moreau        |
| Robert Bradley | Yukitoshi Hori    | Frantz Confiac        |

## Épisodes
1. Un jour
2. Pleurs
3. Mise à l'essai
4. Agonie
5. Priorité
6. Relation
7. Compassion
8. Oasis
9. Confirmation
10. Tactique
11. Vers la folie
12. Progression
13. Hérésie
14. Mise en place
15. Calme
16. Un signe
17. Éclosion
18. Chaos
19. Effondrement
20. Confrontation
21. Joker
22. Dogme
23. Soliste
24. Boussole
25. Adagio
26. À mon tour